# Нокс, Бадди
Бадди Нокс (Buddy Knox, полное имя — Бадди Уэйн Нокс, 20 июля 1933[…], Happy — 14 февраля 1999[…], Бремертон, Вашингтон[…]) — американский певец и автор песен, исполнитель, первую известность получивший на волне раннего рок-н-ролла, в первую очередь, благодаря рокабилли-хиту «Party Doll». Нокс, чей вклад в музыкальное развитие (согласно Allmusic) по-прежнему остаётся несправедливо недооцененным, вошёл в историю как первый исполнитель рок-н-ролла, возглавивший хит-парады со своей собственной композицией; он считается пионером ветви рокабилли, известной как Tex-Mex и во многих отношениях — предшественником Бадди Холли.

## Биография
Бадди Уэйн Нокс родился в небольшом фермерском поселении Хаппи, в штате Техас. В детстве он начал играть на гитаре; затем совместно с басистом Джимми Боуэном, пригласив гитариста Дона Ланьера и барабанщика Дэйва Олдреда, собрал ансамбль под названием Rhythm Orchids. Был одним из первых создателей хитов в стиле поп в 50-е годы, в историю музыки вошел как первый исполнитель рок-н-ролла, возглавивший хит-парады с собственной композицией. Главную известность певцу принес рокабилли-хит «Party Doll». В 70-е годы группа поселилась в Канаде.
Умер 14 февраля 1999 года в Бремертоне, штат Вашингтон. Похоронен на кладбище Dreamland Cemetery в Каньоне, штат Техас.